# Melanom-Antigen A1
MAGE-A1 (englisch melanoma antigen A1) ist ein humanes Tumorantigen aus der Gruppe der Cancer-Testis-Antigens.

## Eigenschaften
MAGE-A1 hat eine Länge von 309 Aminosäuren und eine Masse von 34.342 Da. Es besitzt einen Polyserin-Trakt von Position 32 bis 36. MAGE-A1 kommt als Tumorantigen nicht in gesunden Zellen vor (außer in immunprivilegierten Spermatozyten), wird aber oftmals in verschiedenen Tumoren exprimiert. Es ist daher ein Zielantigen bei der Entwicklung von Krebsimpfstoffen und Krebsimmuntherapien mit adoptivem Zelltransfer.